# Chama do cano

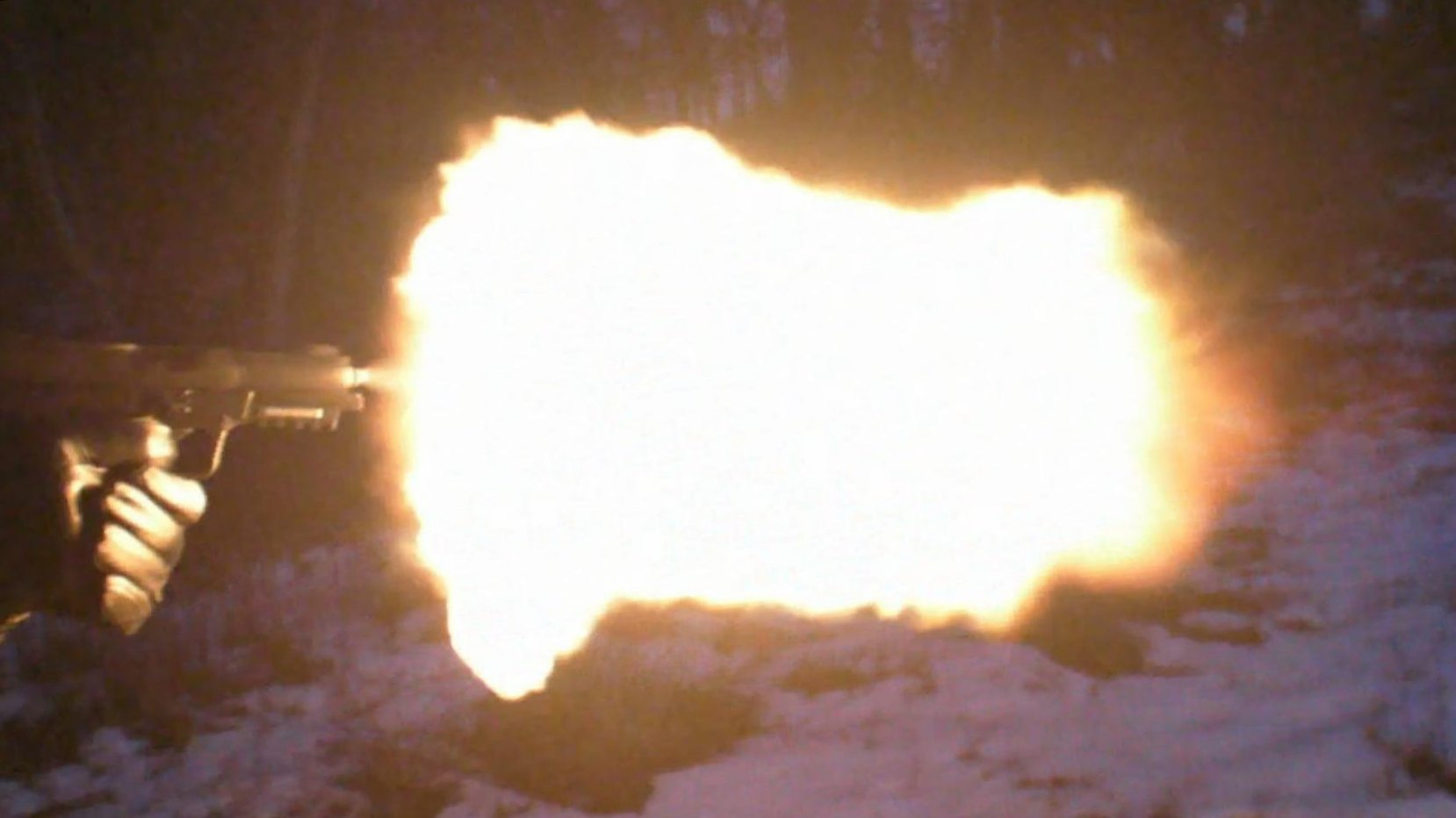
A chama do cano de uma pistola FN Five-seven.

A chama do cano é a luz — visível e infravermelha — criada por uma explosão do cano, que é causada pela liberação repentina e expansão de gases de alta temperatura e alta pressão do cano de uma arma de fogo durante o disparo. Também chamado de clarão de disparo ou clarão da boca (do cano).
Tanto a explosão quanto o clarão são produtos da combustão exotérmica do propelente (pólvora) e quaisquer pós não queimados remanescentes reagindo com o ar ambiente. O tamanho e a forma do clarão do cano dependem da energia de combustão do propelente que está sendo usado, da quantidade de combustível ejetado restante e de quaisquer dispositivos conectados à boca do cano (como um quebra-chamas, supressor ou cobertura da boca do cano).

## Características

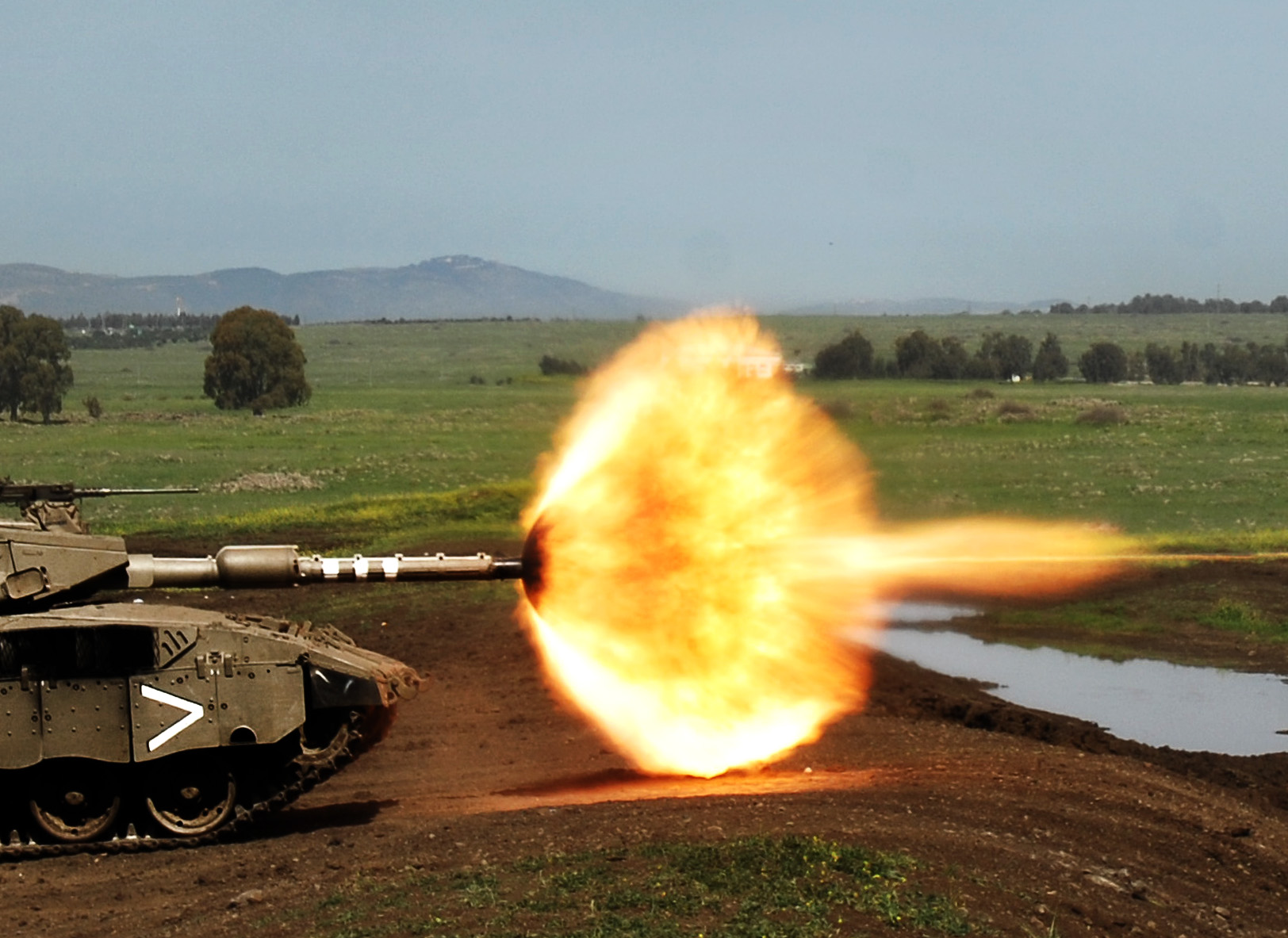
Chama do cano de um tanque israelense Merkava IIId Baz, com canhão princial IMI de 120mm.

A chama do cano pode ser dividido em cinco componentes distintos.
- O brilho do cano é um brilho avermelhado que é visível antes que a bala saia do cano. Seu brilho é criado por gases superaquecidos que vazaram pelo projétil e saíram do cano à sua frente.
- A chama primária é causada por gases propulsores superaquecidos que saem da arma de fogo atrás do projétil, a qual irradia sua energia para o ambiente em parte como luz visível. Embora esteja entre as chamas mais brilhantes, o calor da chama primária se dissipa muito rapidamente e, portanto, geralmente não é claramente perceptível.
- A chama intermediária é causado por ondas de choque criadas pelas altas velocidades dos gases que escapam e do projétil, e aparece como um disco avermelhado em forma na frente da boca do cano.
- A chama secundária aparece mais distante da boca do cano como uma grande bola de fogo branca ou amarela e é causada por uma oxidação recém-inflamada de material ejetado com combustão incompleta quando misturado com oxigênio abundante na atmosfera circundante.[3]
- Após a dissipação da chama do cano, pólvora parcialmente não queimada ou outros materiais aquecidos (por exemplo, chumbo desalojado, cobre e/ou incrustações de carbono) podem ser ejetados do cano e aparecer como faíscas residuais no ar.

## Detecção
As chamas da boca do cano criam assinaturas distintas que podem ser localizadas usando a tecnologia de imagem infravermelha. A tecnologia está sendo desenvolvida para detectar chamas de cano inimigas antes que o projétil atinja seu alvo.

### Supressão

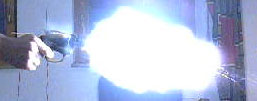
A chama do cano de um revólver. Observe o pequeno clarão no espaço entre o cilindro e o cano.

A chama do cano, particularmente a chama secundária de longa duração, é um problema inerente à maioria das armas de fogo. Devido ao seu brilho, a chama do cano pode cegar temporariamente o atirador ou revelar a localização do atirador, especialmente à noite. A ingestão do clarão do cano das armas montadas em aeronaves também tem sido implicada no estol de compressor e apagão da chama, causando a perda da aeronave.
Os quebra-chamas tentam suprimir a chama mecanicamente, interferindo na onda de explosão usando um cone ou uma série de ranhuras no cano da arma de fogo. No entanto, como a causa primária da chama secundária é a combustão de hidrogênio e monóxido de carbono, abordagens químicas também são usadas. Na Primeira Guerra Mundial, sacos de cloreto de sódio (sal de mesa) foram colocados na frente das cargas propulsoras da artilharia para suprimir a chama. A adição de alguns por cento de sais alcalinos ao pó para supressão da chama é comum, normalmente sais de potássio, como cloreto de potássio, sulfato de potássio, carbonato de potássio e bicarbonato de potássio. Em ambos os casos, os sais agem como catalisadores e interferem na combustão do hidrogênio-oxigênio para reduzir a labareda inicial. Os efeitos colaterais dos sais alcalinos são uma redução na potência, um aumento na fumaça e incrustação e corrosão da arma de fogo e equipamentos próximos (uma preocupação significativa com armas de aeronaves). Cloreto de amônio e sais de nitrato de amônio também foram testados com sucesso.
Silenciadores, embora projetados para mitigar o som alto de tiros, também podem suprimir a chama do cano. Isso é feito prendendo e retardando a expansão dos gases propulsores contendo vários defletores de som, o que retarda os gases e dissipa sua energia em uma área de superfície maior antes de liberá-los em uma temperatura mais baixa. O invólucro do silenciador também pode servir como uma cobertura da boca do cano para ocultar fisicamente qualquer luz emitida pelos gases e resíduos.